# Sophie Román Haug
Sophie Román Haug (Kløfta; 4 de junio de 1999) es una futbolista noruega. Juega como delantera en el Liverpool FC de la Women's Super League de Inglaterra. Es internacional con la selección femenina de Noruega.

## Trayectoria

### LSK Kvinner
Tras iniciar su carrera en la sección juvenil del Kløfta IL en su ciudad natal, en 2015 se unió al LSK Kvinner para disputar la Toppserien, máxima división del fútbol femenino noruego. Jugó para el equipo durante siete temporadas consecutivas desde 2015 hasta 2021, acumulando 133 partidos y 61 goles en competiciones oficiales gracias a los cuales conquistó la liga noruega cinco veces y la Copa de Noruega cuatro veces y ubicándose entre las máximas goleadoras de su equipo. El 2 de septiembre de 2017, registró un hat-trick en la victoria por 6-0 sobre el Medkila, convirtiéndose en una de las cuatro jugadoras del club en haber marcado cuatro goles en un partido. Disputó varios partidos en la Liga de Campeones, anotando su único gol en la competición con la camiseta amarilla y negra en la edición 2019-2020. Al final de la Toppserien 2021 fue incluida en el Mejor Once de la temporada junto a sus compañeras Emilie Haavi y Camilla Linberg.

### AS Roma
El 1 de febrero de 2022 se oficializó su traspaso al AS Roma de la Serie A, uniéndose a su compatriota y excompañera de equipo Emilie Haavi. La transacción por su venta fue la más grande que el LSK Kvinner ha recibido en su historia.

## Selección nacional
Haug formó parte de varias selecciones nacionales juveniles de Noruega, desde la sub-15 hasta la sub-23, exceptuando la sub-20. Participó en la fase final del Campeonato Europeo Sub-17 de 2016 anotando 3 goles para que Noruega alcanzara un cuarto lugar. En la fase de grupos del Campeonato Europeo Sub-19 de 2018 marcó un gol en la victoria por la mínima sobre Francia contribuyendo a sacar el boleto a las semifinales donde finalmente las nórdicas se despidieron del torneo al caer 0-2 ante Alemania.
Su debut en la selección mayor de Noruega llegó el 29 de junio de 2022 en un partido contra Dinamarca. Fue convocada para la Eurocopa Femenina 2022 donde solo tuvo unos minutos de juego en un solo partido. Marcó su primer gol internacional para la selección mayor en la clasificación para la Copa Mundial de 2023.

## Clubes
| Club         | País       | Año             |
| ------------ | ---------- | --------------- |
| LSK Kvinner  | Noruega    | 2015 - 2021     |
| A. S. Roma   | Italia     | 2022 - 2023     |
| Liverpool FC | Inglaterra | 2023 - presente |

## Palmarés

### Títulos nacionales
| Título              | Club        | País    | Año     |
| ------------------- | ----------- | ------- | ------- |
| Toppserien          | LSK Kvinner | Noruega | 2015    |
| Copa de Noruega     | LSK Kvinner | Noruega | 2015    |
| Toppserien          | LSK Kvinner | Noruega | 2016    |
| Copa de Noruega     | LSK Kvinner | Noruega | 2016    |
| Toppserien          | LSK Kvinner | Noruega | 2017    |
| Toppserien          | LSK Kvinner | Noruega | 2018    |
| Copa de Noruega     | LSK Kvinner | Noruega | 2018    |
| Toppserien          | LSK Kvinner | Noruega | 2019    |
| Copa de Noruega     | LSK Kvinner | Noruega | 2019    |
| Supercopa de Italia | A. S. Roma  | Italia  | 2022-23 |
| Serie A             | A. S. Roma  | Italia  | 2022-23 |